# Gheorghe Th. Gheorghiu
A nu se confunda cu omul politic Gheorghe Gheorghiu-Dej (1901 - 1965)!
Gheorghe Th. Gheorghiu (n. 1908, Tulcea – d. 1979) a fost un matematician român, specialist în analiza matematică și în geometrie diferențială.
Studiile medii le-a parcurs la Tulcea și la Galați.
În 1931 este licențiat în matematică.
În perioada 1934 - 1935 este profesor de matematică la Colegiul Național Mihai Viteazul din București.
În perioada 1934 - 1938 activează la liceul particular Schewitz-Tierin și, în același timp, este asistent la "Politehnica" pentru algebră și geometrie descriptivă, geometrie analitică.
În 1935 obține doctoratul în matematică. În 1941 e numit conferențiar suplinitor la UPT, catedra de matematici generale, iar în 1945 profesor universitar la catedra de analiză matematică. În 1957 trece la Institutul Pedagogic din Timișoara care va deveni în toamna 1962 Universitatea din Timișoara.
S-a ocupat de studiul funcțiilor metasferice din analiza matematică și de geometria diferențială, inițiind la Timișoara o școală cu acest domeniu.
A studiat funcțiile hipergeometrice și a pus în evidență unele proprietăți ale acestora.
A studiat curbele plane, curbele strâmbe, suprafețe, rețele, congruențe etc. în spațiul euclidian, metric, afin și proiectiv.

## Scrieri
- 1936: Culegere de probleme de trigonometrie;
- 1940: Probleme de analiză matematică;
- 1947: Probleme de analiză matematică și algebră;
- 1955: Curs de matematici superioare;
- 1964: Geometrie diferențială;
- 1972: Mic memorator de matematică.